# فرودگاه گرنا اوریاهویتسا
فرودگاه گرنا اوریاهویتسا (به انگلیسی: Gorna Oryahovitsa Airport) یک فرودگاه همگانی با کد یاتا GOZ است که یک باند فرود آسفالت بتن دارد و طول باند آن ۲۴۵۰ متر است. این فرودگاه در شهر گورنا اوریاهوویتسا کشور بلغارستان قرار دارد و در ارتفاع ۸۵ متری از سطح دریا واقع شده‌است.